# 矛盾海馬
矛盾海馬為輻鰭魚綱棘背魚目海龍魚科的其中一種，分布於東印度洋的西澳大利亞海域，棲息深度可達102公尺，體長可達6.5公分，棲息在大陸棚，屬肉食性，以小型甲殼類為食，卵胎生。